# 羽生警察署
羽生警察署（はにゅうけいさつしょ）は、埼玉県羽生市にある、埼玉県警察が管轄する警察署の一つ。署長は警視。

## 所在地
- 埼玉県羽生市東7丁目13番地1

## 管轄区域
- 羽生市

## 交番
- 羽生駅前交番 （羽生市南1丁目1番62号）

## 駐在所
- 新郷駐在所 （羽生市大字上新郷1837番地の11）
- 須影駐在所 （羽生市大字須影712番地の2）
- 井泉駐在所 （羽生市大字藤井上組170番地の3）
- 手子林駐在所 （羽生市大字上手子林59番地の5）
- 千代田駐在所 （羽生市大字弥勒1559番地の3）

## 出来事
- 1947年9月21日 - カスリーン台風の被災地を昭和天皇が視察。羽生警察署が昼食会場になるなど拠点の一つとなった[1]。
- 2021年4月4日午後1時頃、須影駐在所勤務の巡査部長（当時34歳）が、同県羽生市内の商業施設駐車場に止めた車の中で20代女性の体を触ろうとした疑いで逮捕された。勤務していた須影駐在所の業務でこの女性に応対したことがあり、この際に聞き取った女性の携帯電話番号に連絡して呼び出した。調べに「性欲を満たすためにやった。被害者に申し訳ない」と話しているという。同年5月21日、埼玉県警察は巡査部長を懲戒免職したと発表。（埼玉新聞記事　2021年4月9日）